# 디스플레이 포스트스크립트
디스플레이 포스트스크립트(Display PostScript, DPS)는 PS(포스트스크립트) 이미징 모델 및 언어(원래 컴퓨터 인쇄용으로 개발됨)를 사용하여 화면 그래픽을 생성하는 컴퓨터용 2차원 그래픽스 엔진 시스템이다. 기본 PS 시스템에 DPS는 비트맵 디스플레이 작업을 쉽게 하고 일부 일반적인 작업의 성능을 향상시키기 위한 여러 기능을 추가한다.
포스트스크립트 디스플레이 시스템의 초기 버전은 어도비 시스템즈에서 개발되었다. NeXT 컴퓨터를 개발하는 동안 NeXT와 어도비는 협력하여 1987년에 출시된 공식 DPS 시스템을 제작했다. NeXT는 역사 전반에 걸쳐 DPS를 사용했으며 어도비 버전은 1980년대와 1990년대 한동안 유닉스 워크스테이션에서 인기가 있었다.